# 坂本梨沙
坂本 梨沙（さかもと りさ、1975年 - ）は、日本のAV女優。

## 略歴
2006年にAVデビュー。

## 出演作品

### アダルトビデオ
2005年
- ジュエル 広尾美人妻 神谷祥子27歳の章（8月4日 坂本梨沙になる前？）

2006年
- ミセスバーチャオナ 82 （6月16日、アルファーインターナショナル）
- 騎痴女 Volume.003 乗りたがりの女たち （7月11日、アルファーインタナショナル）…オムニバス作品 他出演:翔田千里、日高ゆりあ、小林かすみ、二岡ゆり
- 麻布セレブ 中出し （7月25日、小林興業）
- 素人マダムズ [LEVEL A] 其の二十八 （9月15日、アリスJAPAN）…オムニバス作品 他出演:志津花、福山洋子、白鳥美鈴、白坂百合
- イカセマダム電マでイキまくり!! 完全版 （9月29日、ケイ・エム・プロデュース）…オムニバス作品 他出演:深津映見、海野歩
- ミセス旬報 VOL.1 （10月20日、アリスJAPAN）
- 義父に犯されて… 嫁いぢり （10月25日、マドンナ）
- 人妻高級ソープ 5 （11月15日、フォーエバー）
- pm:恋妻情事 2 （11月30日、ゴリラプロジェクト）…オムニバス作品 他出演:内田知里

2007年
- 美熟女達のTHE角オナニーシーン （1月19日、アルファーインターナショナル）…オムニバス作品 他出演:友田真希、翔田千里、立花瞳、財前礼子、あずま樹、横西奈々、水元瞳、新田亜希、五十嵐蘭
- 集団痴熟女 其ノ二 （1月26日、シャイ企画）…共演:椿美羚、村上美咲
- なでしこスペシャル 女系家族 完全版 （3月16日、Nadeshiko）…共演:翔田千里、白鳥美鈴、さとう和香、山本艶子
- 人妻梨沙 悔恨の不倫妻 （3月22日、タカラ映像）
- 旦那の居ぬ間のぷち不倫 其の一 平成ハメ時熟女…梨沙 （4月20日、映天）
- 潮吹きバラエティー “噴射の神様” Vol.5 完全版 （4月27日、ケイ・エム・プロデュース）…共演:真中かおり、瞳れん
- 美脚悶絶 美熟女主義 （5月10日、AVS）
- 兄嫁 梨沙　（5月13日、溜池ゴロー）
- 熟れた女のセンズリ鑑賞 2 （5月25日、ジャネス）…オムニバス作品 他出演:松浦ユキ、谷本舞子、大島恵、落合美鈴、叶姫子、間宮いずみ
- 奥さん!絶対に感じてはいけません!! （5月25日、ジャネス）…オムニバス作品 他出演:谷本舞子、横山恵子、松浦ユキ、落合美鈴
- まぐわい 発情人妻ムラムラ不倫白書 （6月7日、ヒビノ）
- 近親相姦体験告白再現ドラマ 其の参 息子ガ実母ヲ犯ス時 （6月15日、映天）
- 淫毛。 〜熟女の恥毛と牡の精液が戯れて〜 （6月19日、ZONE）
- マドンナ学園 Special 〜許されざる愛と性〜 （6月25日、マドンナ）…共演:白石さゆり、白鳥美鈴、村上美咲、山本艶子、西村雪代
- 抱いてくれたら… （6月30日、ゴリラプロジェクト）…オムニバス作品 他出演:中村りかこ、高島恵
- the 義母図鑑 （7月1日、ワンズファクトリー）…オムニバス作品 他出演:風間ゆみ、松本亜璃沙
- 熟女ブーツ慕情 コレクション 2 （7月4日、AVS）
- おふくろさん! 完全版 （7月20日、Nadeshiko）
- 僕のおばさん （7月25日、マドンナ）
- 人妻画報 [第二号] （7月13日、溜池ゴロー）
- パンストに包まれた美尻のエロス 熟尻パンストエロティズム （8月10日、映天）
- 股間の切れ込みVサイン! 真夏のママさんバレー （8月25日、マドンナ）…共演:志村玲子、高倉梨奈、天霧真世、間宮いずみ、葉月樹里
- 男殺しセレブ地獄 （9月18日、Nadeshiko）…オムニバス作品 他出演:白鳥美鈴、深津映見、多々野昌稀、みなもとみいな、海野歩、小池絵美子、天海ゆり
- 変態梨沙 （9月19日、ひまわり企画）
- 他人の妻 （10月7日、マドンナ）
- 近親レイプ 義母と息子 1 （11月2日、映天）
- 人妻ナンパ騙し撮り!! （11月11日、ソルトペッパー）…オムニバス作品 他出演:南原香織、七瀬あおい
- 電動肉棒調教 バイブ白書スペシャル （12月1日、AVS）…オムニバス作品 他出演:藤咲ゆうか、あずま樹、持田茜、友田真希、泉まりん
- ママさん集団大乱交 〜美熟女だらけのムラムラ饗宴〜 （12月25日、マドンナ）…共演:高倉梨奈、押切麗奈
- ボンテージマダム 1 （12月25日、ジャネス）

2008年
- FETISH DANCE 踏みつけ圧しつけ搾り取る女 （1月1日、AVS）
- 悶絶美熟女の卑猥な日常 家庭教師のアルバイトをする人妻、梨沙の場合 （1月7日、マドンナ）
- 熟女フェチズム パンスト尻で卑猥なダンス 2 （1月18日、映天）…共演:南原香織
- ボディコン、お立ち台で踊ってた女たち 2 （1月25日、ジャネス）…共演:南原香織
- 狙われた人妻 催眠クリニック ワイセツ療法の一部始終 （3月4日、俺のブルース）
- 熟女のお漏らし 1 （3月7日、映天）…オムニバス作品 他出演:日野麻理子、刹那愛、内田理緒、松嶋ルリ
- 熟亀頭責め 熟練淫技の熟女五名 （3月8日、ラハイナ東海）…オムニバス作品 他出演:北原夏美、牧野遥、大城真澄、夏川怜
- 義母 梨沙 （3月13日、溜池ゴロー）
- もしもアナタが…こ〜んなエロいおネェさまたちが住む集合住宅に引っ越したら? （3月13日、カルマ）…共演:風間ゆみ、牧野遥 、北崎未来、天海ゆり、ささきふう香、藤咲飛鳥、大越はるか、渡辺弓絵、上原優
- 団地妻 乱れ堕ちていく午後の団地妻たち3時間 （3月14日、ビッグモーカル）…オムニバス作品 他出演:翔田千里、坂上友香、望月加奈、川瀬さやか、南沙也香
- 熟女にセンズリ見せつけ鑑賞 2 （3月25日、ジャネス）…オムニバス作品 他出演:黒谷渚、桐島樹莉、白坂百合、内田理緒
- パイもみっ 1 （3月25日、ジャネス）…オムニバス作品 他出演:内田理緒 他
- 人妻大尻のチ●コ擦りヌキ （4月4日、映天）…オムニバス作品 他出演:井川美保、牧野遥、流川純、吉本玲
- 坂本梨沙総集編4時間 （4月7日、マドンナ）
- 我が娘をアイドルにしたがる世間知らずのママたちは、SEX面談で必死にアピール! Vol.1 （4月8日、俺のブルース）…オムニバス作品 他出演:牧野遥
- 中出し人妻暴行 怒りを膣で受け止めない!!3時間 （4月11日、ビッグモーカル）…オムニバス作品 他出演:南沙也香、麻生岬、愛乃彩音、魚住里奈、翔田千里
- 近親相姦 義母の誘惑 5 （4月25日、Nadeshiko）
- SEX WIFE -素人モデルズ2- （4月25日、h.m.p）…オムニバス作品 共演:牧野遥 他出演:瀬戸ゆうき、吉澤レイカ
- オナニーを我慢できない人妻大尻 [自慰惑溺] （5月2日、映天）…オムニバス作品 他出演:南原香織、北原夏美、米倉エミ、井川美保
- 美熟女たちのセンズリ鑑賞 其の参 （6月20日、OFFICE K'S）…オムニバス作品 他出演:鈴木葵、牧野遥、水野優、高坂保奈美
- 人妻のこすりつけオナニー （6月20日、OFFICE K'S）…オムニバス作品 他出演:牧野遥、高坂保奈美、佐野ともか、七咲楓花
- 母と息子の近親相姦 大鑑 （7月13日、マルクス兄弟）…オムニバス作品 他出演:小林メイ、風間ゆみ、加藤ツバキ、白鳥美鈴、松本亜璃沙、志村玲子、宮本静
- 闇営業中のフル勃起エステ 4 （9月20日、ホットエンターテイメント）…共演:北崎未来、鮎川詩音
- しのぎ 5 完全崩壊 [実録性犯罪ドキュメント映像] 快楽地獄へと墜落した痴女社長の実態 （9月26日、現代写楽）
- 美熟べろべろ接吻手コキ （10月17日、OFFICE K'S）…オムニバス作品 他出演:牧野遥、南結加、澤口沙也、大越はるか、高木礼子
- アブノーマルレズ 熟女2×レイプ 4 （11月19日、スタイルアート）…共演:翔田千里
- 野獣美女乱交 （12月1日、ANIMALIJO）…共演:天海ゆり、三咲エリナ、吉澤レイカ、藤咲飛鳥、真羅マキ、竹内エミリ、高秀花
- 義母さんが教えてあげる 4 （12月12日、東京音光）…共演:生田沙織
- 素人のみなさん! 綺麗な痴熟女に発射した後も責め続けられてみませんか! 3 [強制抜きまくり!!] （12月15日、ジャネス）…共演:翔田千里
- 完全予約制 団地妻専門ソープ 2枚組8時間 （12月19日、GLAY'z）…オムニバス作品 他出演:須藤あゆみ、酒井ちなみ、ささきふう香、速水怜、藤川麻美、青山りんこ 他

2009年
- 熟生マン汁コキ （1月16日、OFFICE K'S）…オムニバス作品 他出演:翔田千里、寺崎悠子、桧山すず

　他